# 第37回世界遺産委員会
第37回世界遺産委員会（だい37かいせかいいさんいいんかい）は、2013年6月16日から6月27日の間、カンボジアのプノンペンで開催された。会場は首相府の新館ピース・パレスである。文化遺産14件、自然遺産5件の計19件が新規に登録された結果、世界遺産リスト登録物件の総数は981件となった。

## 委員国
委員国は以下の通りである。地域区分はUNESCOに従っている。
| 議長国                 | カンボジア       | 議長ソク・アン（カンボジア副首相）                                               |
| アジア・太平洋         | タイ             | 副議長国                                                                         |
| アジア・太平洋         | インド           |                                                                                  |
| アジア・太平洋         | 日本             |                                                                                  |
| アジア・太平洋         | マレーシア       |                                                                                  |
| アラブ諸国             | アルジェリア     | 副議長国                                                                         |
| アラブ諸国             | アラブ首長国連邦 |                                                                                  |
| アラブ諸国             | イラク           |                                                                                  |
| アラブ諸国             | カタール         |                                                                                  |
| アフリカ               | セネガル         | 副議長国                                                                         |
| アフリカ               | エチオピア       |                                                                                  |
| アフリカ               | マリ             |                                                                                  |
| アフリカ               | 南アフリカ共和国 |                                                                                  |
| ヨーロッパ・北アメリカ | スイス           | 副議長国                                                                         |
| ヨーロッパ・北アメリカ | セルビア         | 報告担当国。担当者はセルビアのユネスコ国内委員会事務局長ヤスナ・ズルノヴィッチ。 |
| ヨーロッパ・北アメリカ | エストニア       |                                                                                  |
| ヨーロッパ・北アメリカ | ドイツ           |                                                                                  |
| ヨーロッパ・北アメリカ | フランス         |                                                                                  |
| ヨーロッパ・北アメリカ | ロシア           | 前回議長国                                                                       |
| カリブ・ラテンアメリカ | コロンビア       | 副議長国                                                                         |
| カリブ・ラテンアメリカ | メキシコ         |                                                                                  |

## 審議対象の推薦物件一覧
物件名に * 印が付いているものは既に登録されている物件の拡大登録などを示す。太字は正式登録（既存物件の拡大などについては申請用件が承認）された物件。英語名とフランス語名は諮問機関の勧告文書に基づいており、登録時に名称が変更された場合にはその名称を説明文中で太字で示してある。
第37回世界遺産委員会の審議で新規に世界遺産保有国となったのは、カタール、フィジー、レソトの3か国である。この時点で、世界遺産条約を締約している190か国のうち、世界遺産を保有していない国は30か国となった。

### 自然遺産
| 画像 | 推薦名                                       | 推薦国       | 勧告     | 決議     |
| --- | -------------------------------------------- | ------------ | -------- | -------- |
| | 新疆天山                                     | 中国         | 登録     | 登録     |
| Xinjiang Tianshan |                                              | 中国         | 登録     | 登録     |
| Tianshan au Zinjiang |                                              | 中国         | 登録     | 登録     |
| 天山山脈のうち、中国側の新疆ウイグル自治区に属する地域を対象とする。多様な地形がおりなす自然美を擁する地域であるとともに、古第三紀から生き残っている種など、乾燥地帯における独特の山地生態系が保存されている地域である。登録にあたって適用された世界遺産の登録基準は (7) と (9) である。 |                                              |              |          |          |
| | 大ヒマラヤ国立公園                           | インド       | 登録延期 | 情報照会 |
| Great Himalayan National Park |                                              | インド       | 登録延期 | 情報照会 |
| Parc national du Grand Himalaya |                                              | インド       | 登録延期 | 情報照会 |
| 大ヒマラヤ国立公園は、1999年にヒマラヤ山脈西部に設定された国立公園で、行政区分上はヒマーチャル・プラデーシュ州内に位置している。インド当局は自然美と生物多様性の観点から推薦していたが、諮問機関からは、前者については既存のヒマラヤ山脈に属する世界遺産がすでに代表しているという理由で否定され、後者については将来的な適用の可能性が示されるにとどまった。翌年の第38回世界遺産委員会で登録されることになる。 |                                              |              |          |          |
| | エトナ山                                     | イタリア     | 登録     | 登録     |
| Mount Etna |                                              | イタリア     | 登録     | 登録     |
| Mont Etna |                                              | イタリア     | 登録     | 登録     |
| エトナ山はシチリア島東部の火山で、世界の中でも特に活発なことで知られている。少なくとも紀元前7世紀ごろの噴火について文献上に見出すことが出来るが、これほど長期にわたる火山活動の記録が残されている山は他にない。適用された世界遺産の登録基準は (8) である。 |                                              |              |          |          |
| | ケニア山とレワ野生生物保全地域*              | ケニア       | 承認     | 承認     |
| Mount Kenya-Lewa Wildlife Conservancy |                                              | ケニア       | 承認     | 承認     |
| Mont Kenya-Conservatoire de faune sauvage de Lewa |                                              | ケニア       | 承認     | 承認     |
| ケニア山国立公園と自然林（1997年登録）は、アフリカ第2の高峰ケニア山に設定された自然保護区を対象とする世界遺産であり、これはその拡大登録である。新たに加わったのはレワ野生生物保護区とンガレ・ンダレ森林保護区で、標高の低い地域の生物多様性を補強する意味をもつ。正式登録名は「ケニア山国立公園と自然林」のままで変化はない。                                                                                  |                                              |              |          |          |
| | エル・ピナカテとアルタル大砂漠の生物圏保護区 | メキシコ     | 登録     | 登録     |
| El Pinacate and Gran Desierto de Altar Biosphere Reserve |                                              | メキシコ     | 登録     | 登録     |
| Réserve de biosphère El Pinacate et le Grand désert d’Altar |                                              | メキシコ     | 登録     | 登録     |
| エル・ピナカテとアルタル大砂漠の生物圏保護区は、北米4大砂漠のひとつソノラ砂漠内に設定された生物圏保護区で、その名前が示すように、ピナカテ火山の活動で生まれた多彩な地形と、巨大な砂丘群などを擁するアルタル大砂漠によって構成される。適用された世界遺産の登録基準は (7)、(8)、(10) である。 |                                              |              |          |          |
| | ナミブ砂海                                   | ナミビア     | 登録     | 登録     |
| Namib Sand Sea |                                              | ナミビア     | 登録     | 登録     |
| Erg du Namib |                                              | ナミビア     | 登録     | 登録     |
| ナミブ砂海は、ナミブ＝ナウクルフト国立公園に含まれるナミブ砂漠の一部を対象としている。大西洋沿岸部に広がる海岸砂漠は、多彩な地形がおりなす自然美を有するだけでなく、海からの霧が育む生物相にも特色がある。適用された世界遺産の登録基準は、(7) から (10) の自然遺産要素4項目すべてである。 |                                              |              |          |          |
| | ハミギタン山域野生生物保護区                 | フィリピン   | 登録延期 | 情報照会 |
| Mount Hamiguitan Range Wildlife Sanctuary |                                              | フィリピン   | 登録延期 | 情報照会 |
| Sanctuaire de faune et de flore sauvages de la chaîne du mont Hamiguitan |                                              | フィリピン   | 登録延期 | 情報照会 |
| ハミギタン山域野生生物保護区はミンダナオ島にある保護区で、固有種171種を含む957種の植物相、固有種124種を含む423種の動物相を擁し、多数の絶滅危惧種も含んでいる生物多様性を理由に推薦されたが、諮問機関からは絶滅危惧種の生息域に拡大すべき余地があることなどを指摘された。翌年の第38回世界遺産委員会で登録されることになる。                                                                                     |                                              |              |          |          |
| | タジク国立公園（パミールの山々）             | タジキスタン | 登録     | 登録     |
| Tajik National Park (Mountains of the Pamirs) |                                              | タジキスタン | 登録     | 登録     |
| Parc national tadjik (montagnes du Pamir) |                                              | タジキスタン | 登録     | 登録     |
| タジク国立公園（タジキスタン国立公園）は1992年に設定された国立公園で、その対象面積は中央アジア最大である。パミール高原の山々、氷河、堰止湖などが作り出す自然美や、沈み込み帯の研究に寄与する地殻変動が観測される地域であることなどが特徴的で、世界遺産の登録基準は (7) と (8) が適用された。他方で、絶滅危惧種などにも見るべきものがあると指摘されている。                                                     |                                              |              |          |          |
| | カッティエン国立公園                         | ベトナム     | 不登録   | ――       |
| Cat Tien National Park |                                              | ベトナム     | 不登録   | ――       |
| Parc national de Cat Tien |                                              | ベトナム     | 不登録   | ――       |
| カッティエン国立公園はベトナム南部に設定された国立公園だが、推薦されたのはその約11%にあたる8,000haのみである。ベトナム当局は生物多様性を理由に推薦していたが、推薦範囲が狭く、完全性を満たしておらず、世界遺産の登録基準にも適合しないとして、諮問機関からは「不登録」が勧告された。これを受けて、ベトナム当局は審議前に推薦を取り下げた。                                                                     |                                              |              |          |          |

### 複合遺産
| 画像 | 推薦名                                               | 推薦国       | 勧告                              | 決議     |
| --- | ---------------------------------------------------- | ------------ | --------------------------------- | -------- |
| | ピマチオウィン・アキ                                 | カナダ       | （自然）登録延期 （文化）登録延期 | 登録延期 |
| Pimachiowin Aki |                                                      | カナダ       | （自然）登録延期 （文化）登録延期 | 登録延期 |
| Pimachiowin Aki |                                                      | カナダ       | （自然）登録延期 （文化）登録延期 | 登録延期 |
| ピマチオウィン・アキはマニトバ州とオンタリオ州にまたがる自然保護区であり、亜寒帯の楯状地の生態系がよく保存されている土地として推薦されたが、自然遺産の諮問機関であるIUCNは「登録延期」を勧告した。他方で、この地域はアメリカ先住民族のアニシナアベ人が6000年以上にわたって伝統的生活を営んできた土地でもあり、祭祀遺跡や岩絵などが残る。文化遺産の諮問機関であるICOMOSは文化的景観の価値の証明が不十分として、カナダ当局が推薦していた世界遺産登録基準 (5) の適用に否定的見解を示した一方で、文化的伝統の観点を証明できれば、基準 (3) や (6) が適用できる可能性もあることを指摘した。                                  |                                                      |              |                                   |          |
| | ビジャゴ諸島                                         | ギニアビサウ | （自然）登録延期 （文化）登録延期 | 登録延期 |
| Archipel des Bijagós – Motom Moranghajogo |                                                      | ギニアビサウ | （自然）登録延期 （文化）登録延期 | 登録延期 |
| Archipel des Bijagós – Motom Moranghajogo |                                                      | ギニアビサウ | （自然）登録延期 （文化）登録延期 | 登録延期 |
| ビジャゴ諸島はギニアビサウの大西洋沿岸に浮かぶ88の島々である。自然遺産としての要素では、バン・ダルガン国立公園に次ぐ野鳥の生息地であることや、アオウミガメの重要な繁殖地であることのほか、優れた自然美なども評価されたが、保護法制や管理体制の不備が指摘された。文化的には、アニミズムと結びついた伝統的な生活を理由とした文化的景観としての推薦だったが、比較研究などが乏しく、その価値の証明が不十分とされた。 |                                                      |              |                                   |          |
| | セアラバセベ国立公園*                                | レソト       | （自然）拡大延期 （文化）承認     | 承認     |
| Sehlabathebe National Park |                                                      | レソト       | （自然）拡大延期 （文化）承認     | 承認     |
| Parc national de Sehlabathebe |                                                      | レソト       | （自然）拡大延期 （文化）承認     | 承認     |
| 南アフリカ共和国の世界遺産「ウクハランバ/ドラケンスバーグ公園」（2000年）の拡大申請。登録に伴い、「マロティ＝ドラケンスバーグ公園」と改名された。自然環境と、サン人が紀元前2000年頃から残してきた岩絵などの文化的要素の両面が評価されている。 |                                                      |              |                                   |          |
| | スヴィヤジツクの歴史的・建築的・自然的・景観的複合体 | ロシア       | （自然）不登録 （文化）不登録     | ――       |
| Sviyazhsk Historical, Architectural, Natural and Landscape complex |                                                      | ロシア       | （自然）不登録 （文化）不登録     | ――       |
| Complexe paysager, historique, architectural et naturel de Sviyazhsk |                                                      | ロシア       | （自然）不登録 （文化）不登録     | ――       |
| スヴィヤジツクはロシアのタタールスタン共和国・ゼレノドリスクにあるダム湖クイビシェフ湖に浮かぶ島であるが、かつてはヴォルガ川とスヴィヤガ川の合流点に位置する要衝として、16世紀にロシア帝国領となった後、19世紀に没落するまでは交易上も行政上も重要な位置を占めていた。しかし、ICOMOSはかつての様子を偲ばせる要素の多くが20世紀半ばのダム湖の成立などで失われたとして、文化遺産としての価値を認めなかった。また、自然美を理由に自然遺産としても推薦されていたが、IUCNはダム湖の成立によって人工的に形成された景観は自然遺産の要件を満たさないとして斥けた。それらの勧告を受けて、ロシア当局は審議前に推薦を取り下げた。 |                                                      |              |                                   |          |

### 文化遺産
| 画像 | 推薦名                                                                 | 推薦国                  | 勧告     | 決議     |
| --- | ---------------------------------------------------------------------- | ----------------------- | -------- | -------- |
| | レッド・ベイのバスク人捕鯨基地                                         | カナダ                  | 登録     | 登録     |
| Red Bay Basque Whaling Station |                                                                        | カナダ                  | 登録     | 登録     |
| Station baleinière basque de Red Bay |                                                                        | カナダ                  | 登録     | 登録     |
| レッド・ベイはラブラドール半島に位置し、ベルアイル海峡に面している。ここには、16世紀にバスク人が進出して捕鯨をしていたときの船着場や住居、加工施設群の遺跡などが残り、登録対象には海底遺跡である沈没船や鯨骨の堆積物なども含まれる。適用された世界遺産の登録基準は (3)、(4) である。 |                                                                        |                         |          |          |
| | 紅河ハニ棚田群の文化的景観                                             | 中国                    | 登録     | 登録     |
| Cultural Landscape of Honghe Hani Rice Terraces |                                                                        | 中国                    | 登録     | 登録     |
| Paysage culturel des rizières en terrasse des Hani de Honghe |                                                                        | 中国                    | 登録     | 登録     |
| 紅河ハニ族イ族自治州の棚田は1300年以上維持されてきたものであり、自然と調和して生きてきたハニ族の自然崇拝を体現する文化的景観を呈している。適用された世界遺産の登録基準は (3) と (5) である。 |                                                                        |                         |          |          |
| | ザダルの古代ローマ時代のフォルム遺跡群にある宗教建造物群               | クロアチア              | 不登録   | ――       |
| Sacral Complex on the remains of the Roman Forum in Zadar |                                                                        | クロアチア              | 不登録   | ――       |
| Ensemble religieux sur les vestiges du forum romain de Zadar |                                                                        | クロアチア              | 不登録   | ――       |
| 前年の第36回世界遺産委員会では「情報照会」と決議されていた。今回、諮問機関はこの推薦物件の完全性と真正性を認めず、世界遺産の登録基準のいずれに適合することも証明されていないなどとして、前年の勧告（登録延期）よりも厳しい「不登録」を勧告した。これを受けて、クロアチア当局は審議前に取り下げた。 |                                                                        |                         |          |          |
| | 開城の歴史的建造物群と遺跡群                                           | 北朝鮮                  | 登録     | 登録     |
| Historic Monuments and Sites in Kaesong |                                                                        | 北朝鮮                  | 登録     | 登録     |
| Monuments et sites historiques de Kaesong |                                                                        | 北朝鮮                  | 登録     | 登録     |
| 開城市はかつての高麗の首都で、この物件を構成するのはその時代の都城を形成した開城城壁・開城南大門や、建国者王建の墓所である王建王陵、第31代の恭愍王陵、教育機関だった高麗成均台など12件である。これらは高麗の政治理念が仏教から儒教へと移行する時期の多面的な価値を体現している。2008年の第32回世界遺産委員会で審議されたときには「登録延期」決議だったが、今回は世界遺産の登録基準 (2)、(3) に適合するとして「登録」が勧告されていた。北朝鮮にとっては高句麗古墳群（2004年）に続く2件目の世界遺産となった。                      |                                                                        |                         |          |          |
| | レブカの歴史的港町                                                     | フィジー                | 登録     | 登録     |
| Levuka Historical Port Town |                                                                        | フィジー                | 登録     | 登録     |
| Ville portuaire historique de Levuka |                                                                        | フィジー                | 登録     | 登録     |
| オバラウ島にあるロマイヴィティ州の州都レブカは、1820年ごろからヨーロッパ人らによって建設された都市であり、1874年から1882年にはイギリス領フィジーの首都だったこともある。この都市に残るコロニアル様式の建造物群は、ヨーロッパと南太平洋地域の文化交流を示す植民都市の例証である。適用された世界遺産登録基準は (2)、(4) であり、フィジー初の世界遺産になった。 |                                                                        |                         |          |          |
| | ベルクパルク・ヴィルヘルムスヘーエの泉水作品群とヘルクレス             | ドイツ                  | 登録     | 登録     |
| Water features and Hercules within the Bergpark Wilhelmshöhe |                                                                        | ドイツ                  | 登録     | 登録     |
| Pièces d’eau et Hercule dans le Bergpark Wilhelmshöhe |                                                                        | ドイツ                  | 登録     | 登録     |
| カッセルにあるベルクパルク・ヴィルヘルムスヘーエは、もともとヘッセン＝カッセル方伯カールが18世紀初頭に完成させた宮殿と庭園であり、現在の名称は18世紀後半に周辺を公園として整備したドイツ皇帝ヴィルヘルム1世にちなんでいる。特に巨大なヘルクレス像と、噴水・泉・渓流などが特徴的であり、推薦名はそれらをよく表していたが、正式な登録名は単に「ベルクパルク・ヴィルヘルムスヘーエ」となった。適用された世界遺産の登録基準は (3)、(4) である。                                                                                      |                                                                        |                         |          |          |
| | ラージャスターンの丘陵城塞群                                           | インド                  | 登録     | 登録     |
| Hill Forts of Rajasthan |                                                                        | インド                  | 登録     | 登録     |
| Forts de colline du Rajasthan |                                                                        | インド                  | 登録     | 登録     |
| 8世紀以降、近代に至るまでにラージプートによって築かれたチットールガル、クンバルガル、ガングロン、ランタンボール、アンベール、ジャイサルメールの6つの要塞を対象としている。これらの要塞群はラージプート諸王国の文化・芸術などの中心地としても機能してきた建造物であり、かつての栄華や建築思想などを伝えている。適用された世界遺産の登録基準は (2)、(3) である。登録経緯に関する議論は後述も参照のこと。 |                                                                        |                         |          |          |
| | ゴレスターン宮殿                                                       | イラン                  | 情報照会 | 登録     |
| Golestan Palace |                                                                        | イラン                  | 情報照会 | 登録     |
| Palais du Golestan |                                                                        | イラン                  | 情報照会 | 登録     |
| ゴレスターン宮殿はテヘランにあるサファヴィー朝時代に起源を持つ建築物で、市内では最古の部類に属する。現在の宮殿は、18世紀末に成立したガージャール朝時代に、伝統的なペルシアの様式に西洋の様式などを導入したものであり、その時代のイランの建築水準の高さを伝えている。適用された世界遺産の登録基準は (2)、(3)、(4) である。 |                                                                        |                         |          |          |
| | メイマンドの文化的景観                                                 | イラン                  | 登録延期 | 情報照会 |
| Cultural Landscape of Maymand |                                                                        | イラン                  | 登録延期 | 情報照会 |
| Paysage culturel de Maymand |                                                                        | イラン                  | 登録延期 | 情報照会 |
| メイマンドはケルマーン州の村落で、半遊牧民たちが伝統的な季節移動を伴う牧畜を行い、冬には穴居生活を営んでいる。しかし、ICOMOSは価値の証明に必要な比較研究をはじめとする諸情報が不足していることなどを指摘し、委員会審議でも「情報照会」決議にとどまった。 |                                                                        |                         |          |          |
| | メディチ家の邸宅群と庭園群                                             | イタリア                | 登録     | 登録     |
| Medici Villas and Gardens |                                                                        | イタリア                | 登録     | 登録     |
| Villas et jardins des Médicis |                                                                        | イタリア                | 登録     | 登録     |
| ルネサンス期に莫大な財力を背景に芸術家などの庇護者となっていたメディチ家が、フィレンツェをはじめとするトスカーナ各地に築いた12の邸宅と2つの庭園が対象となっている。それらの建築の影響は、イタリアのみならず他のヨーロッパ諸国にも波及した。適用された世界遺産の登録基準は (2)、(4)、(6) である。 |                                                                        |                         |          |          |
| | 武家の古都・鎌倉                                                       | 日本                    | 不登録   | ――       |
| Kamakura, Home of the Samurai |                                                                        | 日本                    | 不登録   | ――       |
| Kamakura, foyer des samouraïs |                                                                        | 日本                    | 不登録   | ――       |
| 日本における最初の武家政権が成立した鎌倉は、要害の地に築かれた中世の政治・軍事都市の面影が残るとともに、禅宗の寺院をはじめとする様々な宗教建築物の存在が武士の精神文化を伝えているなどとして推薦された。諮問機関はその歴史的重要性を認めつつも、現在の鎌倉には当時の様子を偲ばせる要素が少ないことなどを理由に「不登録」を勧告した。これを受けて、日本政府は審議前に推薦を取り下げた。 |                                                                        |                         |          |          |
| | 富士山                                                                 | 日本                    | 登録     | 登録     |
| Fujisan |                                                                        | 日本                    | 登録     | 登録     |
| Mont Fuji |                                                                        | 日本                    | 登録     | 登録     |
| 登録に際して、その価値をより鮮明に示すために「富士山-信仰の対象と芸術の源泉」と改称された。富士五湖を含む富士山域のほか、富士山本宮浅間大社など全部で25の構成資産から成る。諮問機関の勧告では、そのうち、三保松原を除くことを条件としていたが、委員会審議では三保松原についても登録が認められた。適用された世界遺産の登録基準は (3)、(6) である。 |                                                                        |                         |          |          |
| | ヴィアンデンの都市と城                                                 | ルクセンブルク          | 不登録   | 不登録   |
| Town and Castle of Vianden |                                                                        | ルクセンブルク          | 不登録   | 不登録   |
| La Ville et le Château de Vianden |                                                                        | ルクセンブルク          | 不登録   | 不登録   |
| ヴィアンデンはルクセンブルク北部の小都市である。ルクセンブルク当局は中世の城郭・都市建築の優れた例証であるとともに、19世紀には亡命中のヴィクトル・ユーゴーが短期間居住していたことから、人間の自由や尊厳の象徴でもあるとして推薦したが、諮問機関からはいずれの価値も否定された。それに対し、ルクセンブルク当局は取り下げずに審議に臨んだが、委員会審議でも「不登録」と決議された。 |                                                                        |                         |          |          |
| | イサンドラのゾマ                                                       | マダガスカル            | 登録延期 | 情報照会 |
| Isandra Zoma |                                                                        | マダガスカル            | 登録延期 | 情報照会 |
| Zoma de l’Isandra |                                                                        | マダガスカル            | 登録延期 | 情報照会 |
| ゾマは洞窟群のことで、マダガスカル中南部のオート・マツィアトラ地方の断崖のふもとに残る洞窟、岩陰遺跡、古い村落などが対象である。それらはベツィレウ人たちの伝統的な文化、信仰、王権などを伝える物件として推薦されたが、価値の証明が不十分であるとされた。 |                                                                        |                         |          |          |
| | ハールレムのテイラー関連遺産                                           | オランダ                | 不登録   | ――       |
| Teylers, Haarlem |                                                                        | オランダ                | 不登録   | ――       |
| Teylers, Haarlem |                                                                        | オランダ                | 不登録   | ――       |
| この推薦資産は18世紀の絹商人ピーター・テイラーがハールレムに築いた博物館の建造物群を対象としている。テイラーの博物館は芸術方面のみでなく、自然科学関連の展示にも特色があるため、オランダ当局は啓蒙思想の時代における博物館建築や、当時の商人の邸宅の優れた例証として推薦したが、諮問機関はいずれも世界遺産としての顕著な普遍的価値を示すものではないとした。これを受けて、オランダ当局は審議前に推薦を取り下げた。 |                                                                        |                         |          |          |
| | アガデス（アガデス歴史地区）                                           | ニジェール              | 登録     | 登録     |
| Agadez (Historic Centre of Agadez) |                                                                        | ニジェール              | 登録     | 登録     |
| Agadez (centre historique d’Agadez) |                                                                        | ニジェール              | 登録     | 登録     |
| アガデスは15世紀から16世紀にかけてこの地にスルタン制が導入された頃に成立した都市で、サハラ交易によって成長した。その建築様式は泥レンガを使った建築としては非常に洗練されたものであるとともに、アイル地方特有の装飾表現も含んでいる。適用された世界遺産の登録基準は (2)、(3) であり、登録に際して「アガデス歴史地区」と単純化された。 |                                                                        |                         |          |          |
| | ヴィエリチカとボフニャの王立岩塩坑*                                    | ポーランド              | 承認     | 承認     |
| Wieliczka and Bochnia Royal Salt Mines |                                                                        | ポーランド              | 承認     | 承認     |
| Mines royales de sel de Wieliczka et Bochnia |                                                                        | ポーランド              | 承認     | 承認     |
| 1978年に登録された最初の世界遺産のひとつ「ヴィエリチカ岩塩坑」の拡大申請。拡大されたのはボフニャ岩塩坑とヴィエリチカ製塩所である。ボフニャ岩塩坑はマウォポルスカ地方にあり、13世紀以降ヴィエリチカ同様に地下での岩塩の採掘が行なわれてきた。 |                                                                        |                         |          |          |
| | ポーランドとウクライナのカルパティア地方の木造教会群                   | ポーランド / ウクライナ | 登録     | 登録     |
| Wooden Tserkvas of the Carpathian Region in Poland and Ukraine |                                                                        | ポーランド / ウクライナ | 登録     | 登録     |
| Tserkvas en bois de la région des Carpates en Pologne et en Ukraine |                                                                        | ポーランド / ウクライナ | 登録     | 登録     |
| カルパティア山脈の周辺地域で16世紀から19世紀に建設された16棟の木造教会を対象とする世界遺産で、ポーランドとウクライナからそれぞれ8棟ずつ登録されている。適用された世界遺産の登録基準は (3)、(4) で、カルパティア周辺の木造教会の登録はカルパティア山脈地域のスロバキア側の木造教会群（スロバキア、2008年登録）に続くものである。 |                                                                        |                         |          |          |
| | コインブラ大学-アルタとソフィア                                        | ポルトガル              | 情報照会 | 登録     |
| University of Coimbra – Alta and Sofia |                                                                        | ポルトガル              | 情報照会 | 登録     |
| Université de Coimbra – Alta et Sofia |                                                                        | ポルトガル              | 情報照会 | 登録     |
| コインブラ大学はもともと1290年にポルトガル王ディニス1世によってリスボンに開かれた大学を前身とし、コインブラのソフィア通りに移転したのは1308年のことである。ソフィア通りには学寮が残る。その後、リスボンに戻った時期もあるが、16世紀になるとコインブラのアルタ地区（山の手）に定着した。主要な建造物群は、その頃から17世紀にかけて形成されたものである。コインブラ大学はポルトガルでは最古の大学であり、長い伝統を持つこの大学の影響は同国の植民地に築かれた大学へも及んだ。適用された世界遺産の登録基準は (2)、(4)、(6) である。 |                                                                        |                         |          |          |
| | アル・ズバラの考古遺跡                                                 | カタール                | 登録     | 登録     |
| Al Zubarah Archaeological Site |                                                                        | カタール                | 登録     | 登録     |
| Site archéologique d’Al Zubarah |                                                                        | カタール                | 登録     | 登録     |
| 前年「情報照会」決議が出ていた物件の再審議である。登録対象は、カタール半島北部の漁村で発掘された都市や要塞の遺跡群である。それらの遺跡は18世紀半ば以降に真珠取りとその交易で栄えていた頃のものであり、ペルシャやオスマン帝国といった大国の支配を受けずに、地域発展に貢献した都市の姿を伝えていることなどが評価された。適用された世界遺産の登録基準は (3)、(4)、(5) である。 |                                                                        |                         |          |          |
| | ボルガルの歴史的考古学的遺産群                                         | ロシア                  | 不登録   | 情報照会 |
| Bolgar Historical and Archaeological Complex |                                                                        | ロシア                  | 不登録   | 情報照会 |
| L’ensemble historique et architectural de Bolgar |                                                                        | ロシア                  | 不登録   | 情報照会 |
| この推薦物件は、中世都市の遺跡群などが対象となっている。この物件は第24回（2000年）・第25回世界遺産委員会（2001年）で諮問機関が「登録」と勧告していたにもかかわらず、「登録延期」決議が行われた。このときに問題となったのは遺跡を復原する方法などについてで、今回の審議では逆に諮問機関が完全性と真正性についても否定し、「不登録」を勧告した。しかし、委員会審議では、諮問機関の協力のもとで当局が必要な措置を講じるものとし、翌年再審議することになり、実際に翌年登録された。                                                   |                                                                        |                         |          |          |
| | アランヤの歴史都市                                                     | トルコ                  | 不登録   | ――       |
| Historic city of Alanya |                                                                        | トルコ                  | 不登録   | ――       |
| Cité historique d’Alanya |                                                                        | トルコ                  | 不登録   | ――       |
| アランヤは古い歴史を持つ都市であり、セルジューク朝時代の建築物を中心に、古代ギリシアからオスマン帝国に至る幅広い時代の建造物や遺跡が残っている。しかし、諮問機関は推薦資産の完全性と真正性の両方について否定的評価を下し、「不登録」を勧告した。これを受けて、トルコ当局は審議前に推薦を取り下げた。 |                                                                        |                         |          |          |
| | ケルソネソス・タウリケの古代都市とその農業領域（紀元前5世紀 - 14世紀） | ウクライナ              | 登録     | 登録     |
| Ancient City of Tauric Chersonese and its Chora (5th century BC – 14th century AD) |                                                                        | ウクライナ              | 登録     | 登録     |
| La cité antique de Chersonèse Taurique et sa chôra (Ve siècle av. J.-C. – XIVe siècle apr. J.-C.) |                                                                        | ウクライナ              | 登録     | 登録     |
| 登録対象は、セヴァストポリに残る古代ギリシャの植民都市の遺跡と、その後背地に開墾された矩形農地群のことである。かつてはクリミア半島（タウリカ半島）周辺の交易圏の中核都市であり、農業領域も含めたかつての景観が保存されている。19世紀以降に発掘が行われ、「ウクライナのポンペイ」の異名をとっている。適用された世界遺産の登録基準は (2)、(5) であり、登録に際して名称から時期区分が除かれ、「ケルソネソス・タウリケの古代都市とその農業領域」となった。                                                                           |                                                                        |                         |          |          |

## 危機遺産
危機にさらされている世界遺産（危機遺産）リストからは1件が除去され、7件が新規に記載された。その結果、危機遺産の総数は44件となっている。
東レンネル以外はすべてシリアの世界遺産であり、いずれもシリア内戦による保存状況の悪化が理由である。2013年時点での国別の危機遺産登録件数は、シリアの世界遺産が6件全て、コンゴ民主共和国の世界遺産が5件全て、コートジボワールの世界遺産とマリの世界遺産が各2件などとなっている。
なお、前年の第36回世界遺産委員会で、歴史地区周辺の海上道路建設を理由に危機遺産リスト登録の可能性があったにもかかわらず、パナマ政府の働きかけで危機遺産リスト登録が回避されたパナマ・ビエホとパナマ歴史地区は、今回の再審議でもパナマ政府の抵抗によって危機遺産リスト登録が見送られた。ただし、2015年までに資産価値と範囲の見直しに関する報告書が提出されることになっている。

### リストからの除去
| 画像 | 登録名               | 保有国 | 世界遺産登録年 | 危機遺産登録年 |
| --- | -------------------- | ------ | -------------- | -------------- |
| | バムとその文化的景観 | イラン | 2004年         | 2004年         |
| バムは交通の要衝として古くから栄え、アルゲ・バム（バム要塞）を中心とする街は、1722年のアフガン人の侵攻までその機能を保っていた。2003年の大地震で壊滅的被害を受けたことから世界遺産リスト登録と同時に危機遺産にも登録されていたが、状況の改善を理由に危機遺産リストから除去された。 |                      |        |                |                |

### リストへの新規登録・再登録
| 画像 | 登録名                                                       | 保有国       | 世界遺産登録年 |
| --- | ------------------------------------------------------------ | ------------ | -------------- |
| | 東レンネル                                                   | ソロモン諸島 | 1998年         |
| レンネル島東部の汽水湖であるテガノ湖とその周辺は、3,000mm以上という年間降水量に育まれた密林が広がり、汽水湖にも密林にも多くの固有種が生息している。森林伐採の影響に対する懸念から、危機遺産リストに登録された。 |                                                              |              |                |
| | 古代都市ダマスカス                                           | シリア       | 1979年         |
| ダマスカスは中東で最も古い都市のひとつとも言われるほどに古い歴史を持つ古都で、交易の要衝として栄えた。古代ローマ時代の列柱・凱旋門、首都となったウマイヤ朝時代のウマイヤ・モスク、アイユーブ朝時代に数々のモスクを建設したサラディンが葬られた霊廟、オスマン帝国時代のアズム宮殿など、さまざまな時代の建造物群が残されている。シリア騒乱による情勢の緊迫化を理由に危機遺産リストに登録された。 |                                                              |              |                |
| | 古代都市ボスラ                                               | シリア       | 1980年         |
| ボスラはかつてローマ帝国のアラビア属州の州都だった都市であり、トラヤヌス帝時代に多くの建造物が建てられた。ローマ時代には交通の要衝だったが、メッカへの巡礼路から外れると寂れてしまい、ローマ時代の遺跡は砂に埋もれてしまった。現在知られているのは街の下から発掘された、全体の一部に当たる遺跡群である。シリア騒乱による情勢の緊迫化を理由に危機遺産リストに登録された。                       |                                                              |              |                |
| | パルミラ遺跡                                                 | シリア       | 1980年         |
| パルミラは紀元前1世紀から3世紀に栄えたオアシス都市で、シリア砂漠の中央に位置するシルクロード交易拠点のひとつだった。女王ゼノビアの時代にローマ帝国に滅ぼされたが、元老院、円形劇場、公共浴場、凱旋門、神殿の列柱廊など、さまざまなローマ建築が残されている。シリア騒乱による情勢の緊迫化を理由に危機遺産リストに登録された。                                                                   |                                                              |              |                |
| | 古代都市アレッポ                                             | シリア       | 1986年         |
| アレッポは古くから交通の要衝として栄え、旧市街には総延長が約12kmにおよぶスーク（市場）は、世界最大級ともいわれる。シリア騒乱による情勢の緊迫化を理由に危機遺産リストに登録された。 |                                                              |              |                |
| | クラック・デ・シュヴァリエとカラット・サラーフ・アッディーン | シリア       | 2006年         |
| クラック・デ・シュヴァリエは12世紀から13世紀に聖ヨハネ騎士団が本拠地として使った城塞であり、カラット・サラーフ・アッディーンは、それを陥落させたサラーフ・アッディーン（サラディン）の名を冠する城塞で、クラック・デ・シュヴァリエとほぼ同時期の要塞である。それらは中近東において、十字軍時代の城塞建築を代表するものである。シリア騒乱による情勢の緊迫化を理由に危機遺産リストに登録された。 |                                                              |              |                |
| | シリア北部の古代村落群                                       | シリア       | 2011年         |
| この世界遺産は最古では1世紀に建設され、最長では10世紀まで存続した約40の古代村落の遺跡群を対象としており、非キリスト教世界がキリスト教に移行する過程や、古代農業生産技術の水準を示す遺構などが見られる。シリア騒乱による情勢の緊迫化を理由に危機遺産リストに登録された。 |                                                              |              |                |

## 名称変更
以下の7件については、保有国の申請に基づき、登録名称が変更された。一部は日本語訳では変化がない場合もある。
|                                                                                     | 登録名                                                                               | 登録名                                                                             | 保有国           |
| ----------------------------------------------------------------------------------- | ------------------------------------------------------------------------------------ | ---------------------------------------------------------------------------------- | ---------------- |
|                                                                                     | 旧                                                                                   | ハバナの旧市街と要塞群                                                             | キューバ         |
| Old Havana and its Fortification                                                    | 旧                                                                                   |                                                                                    | キューバ         |
| Vieille ville de La Havane et son système de fortifications                         | 旧                                                                                   |                                                                                    | キューバ         |
| 新                                                                                  | ハバナの旧市街と要塞群                                                               |                                                                                    | キューバ         |
| 新                                                                                  | Old Havana and its Fortification System                                              |                                                                                    | キューバ         |
| 新                                                                                  | Vieille ville de La Havane et son système de fortifications                          |                                                                                    | キューバ         |
|                                                                                     | 旧                                                                                   | ボイン渓谷の遺跡群                                                                 | アイルランド     |
| Archaeological Ensemble of the Bend of the Boyne                                    | 旧                                                                                   |                                                                                    | アイルランド     |
| Ensemble archéologique de la vallée de la Boyne                                     | 旧                                                                                   |                                                                                    | アイルランド     |
| 新                                                                                  | ブルー・ナ・ボーニャ - ボイン渓谷の遺跡群                                            |                                                                                    | アイルランド     |
| 新                                                                                  | Brú na Bóinne - Archaeological Ensemble of the Bend of the Boyne                     |                                                                                    | アイルランド     |
| 新                                                                                  | Brú na Bóinne - Ensemble archéologique de la Vallée de la Boyne                      |                                                                                    | アイルランド     |
|                                                                                     | 旧                                                                                   | 南部小ポーランドの木造聖堂群                                                       | ポーランド       |
| Wooden Churches of Southern Little Poland                                           | 旧                                                                                   |                                                                                    | ポーランド       |
| Églises en bois du sud de la Petite Pologne                                         | 旧                                                                                   |                                                                                    | ポーランド       |
| 新                                                                                  | マウォポルスカ南部の木造聖堂群                                                       |                                                                                    | ポーランド       |
| 新                                                                                  | Wooden Churches of Southern Małopolska                                               |                                                                                    | ポーランド       |
| 新                                                                                  | Eglises en bois du sud de Małopolska                                                 |                                                                                    | ポーランド       |
|                                                                                     | 旧                                                                                   | クラクフ歴史地区                                                                   | ポーランド       |
| Cracow’s Historic Centre                                                            | 旧                                                                                   |                                                                                    | ポーランド       |
| Vieille ville de Cracovie                                                           | 旧                                                                                   |                                                                                    | ポーランド       |
| 新                                                                                  | クラクフ歴史地区                                                                     |                                                                                    | ポーランド       |
| 新                                                                                  | Historic Centre of Kraków                                                            |                                                                                    | ポーランド       |
| 新                                                                                  | Centre historique de Kraków                                                          |                                                                                    | ポーランド       |
|                                                                                     | 旧                                                                                   | スタルクフォンテイン、スワルトクランス、クロムドライおよび周辺地域の人類化石遺跡群 | 南アフリカ共和国 |
| Fossil Hominid Sites of Sterkfontein, Swartkrans, Kromdraai, and Environs           | 旧                                                                                   |                                                                                    | 南アフリカ共和国 |
| Sites des hominidés fossiles de Sterkfontein, Swartkrans, Kromdraai et les environs | 旧                                                                                   |                                                                                    | 南アフリカ共和国 |
| 新                                                                                  | 南アフリカの人類化石遺跡群                                                           |                                                                                    | 南アフリカ共和国 |
| 新                                                                                  | Fossil Hominid Sites of South Africa                                                 |                                                                                    | 南アフリカ共和国 |
| 新                                                                                  | Sites des hominidés fossils d’Afrique du Sud                                         |                                                                                    | 南アフリカ共和国 |
|                                                                                     | 旧                                                                                   | ザンクト・ガレン修道院                                                             | スイス           |
| Convent of St Gall                                                                  | 旧                                                                                   |                                                                                    | スイス           |
| Couvent de Saint-Gall                                                               | 旧                                                                                   |                                                                                    | スイス           |
| 新                                                                                  | ザンクト・ガレン修道院                                                               |                                                                                    | スイス           |
| 新                                                                                  | Abbey of St Gall                                                                     |                                                                                    | スイス           |
| 新                                                                                  | Abbaye de St-Gall                                                                    |                                                                                    | スイス           |
|                                                                                     | 旧                                                                                   | ウェストミンスター宮殿、ウェストミンスター寺院及び聖マーガレット教会               | イギリス         |
| Westminster Palace, Westminster Abbey and Saint Margaret’s Church                   | 旧                                                                                   |                                                                                    | イギリス         |
| Palais de Westminster, l'abbaye de Westminster et l'église Sainte-Marguerite        | 旧                                                                                   |                                                                                    | イギリス         |
| 新                                                                                  | ウェストミンスター宮殿、ウェストミンスター寺院及び聖マーガレット教会                 |                                                                                    | イギリス         |
| 新                                                                                  | Palace of Westminster and Westminster Abbey including Saint Margaret’s Church        |                                                                                    | イギリス         |
| 新                                                                                  | Palais de Westminster et l'abbaye de Westminster incluant l'église Sainte-Marguerite |                                                                                    | イギリス         |

## その他の議題

### 軽微な変更など
タスマニア原生地域（オーストラリア）、朝鮮王陵（大韓民国）、ルアン・パバンの町（ラオス）、フィリピンのバロック様式教会群の一部（フィリピン）、サンクトペテルブルク歴史地区と関連建造物群（ロシア）について、登録範囲に関する軽微な変更が認められた。また、朝鮮王陵、アミアン大聖堂（フランス）、ブールジュ大聖堂（フランス）、アーヘン大聖堂（ドイツ）、国境防衛都市エルヴァスとその要塞群（ポルトガル）に関する緩衝地域の設定が認められた。

### 審議手続きの変更
昨年の審議でラージャスターンの丘陵要塞群の登録が見送られた際に、諮問機関と推薦国の接触を禁じたルールを変更し、初めて諮問機関から助言者が派遣されることが決まったが、同物件はそのプロセスを経て登録された最初の例になった。同物件と大ヒマラヤ国立公園を推薦していたインド当局は、審議の際に推薦国が発言できないというルールの見直しを要求し、次回の委員会審議からは推薦国も発言する機会が設定されることになった。